# Tekken Hybrid
Tekken Hybrid es un pack recopilatorio creado y distribuido por Namco Bandai de manera exclusiva para la consola PlayStation 3. Incluye la película Tekken: Blood Vengeance (que puede ser reproducida tanto en PS3 como en cualquier reproductor Blu-ray), una versión optimizada en alta definición del clásico Tekken Tag Tournament y una versión de demostración de Tekken Tag Tournament 2.
Fue anunciado de manera oficial el 8 de junio de 2011. En octubre de 2011 se anunció una edición limitada para coleccionistas exclusiva para EE. UU. que incluía el juego, un libro de arte, dos CD's con una selección de temas musicales de los juegos y contenido para PlayStation Home tales como accesorios y fondos de pantalla. También se anunció una edición limitada para Japón, más discreta que la americana, disponible mediante pre-reserva que incluía un estuche especial ilustrado por Shunya Yamashita.
Tekken Hybrid salió a la venta el 22 de noviembre de 2011 en EE. UU., el 25 de noviembre de 2011 en Europa y el 1 de diciembre de 2011 en Japón.

## Contenido

### Tekken Tag Tournament HD
Es una versión adaptada en alta definición del videojuego de mismo nombre aparecido en PlayStation 2. A diferencia de este, todos los luchadores, modos de juego adicionales y galería de películas están desbloqueados desde el principio. El juego corre a unos 1080p nativos e incluye trofeos para PlayStation Network. Las secuencias de video en FMV, sin embargo, permanecen en su formato de pantalla 4:3 original.

### Tekken Tag Tournament 2 Prologue
Se trata de una demo a modo de anticipo del videojuego Tekken Tag Tournament 2, que entonces aún se encontraba en desarrollo y no había salido a la venta. Permite jugar con cuatro personajes que son Alisa Bosconovitch, Ling Xiaoyu, Devil Kazuya y Devil Jin. El aspecto de estos dos últimos está basado en el mismo que lucen en la película Tekken: Blood Vengeance y son exclusivos de esta demo (no aparecieron en el juego final). Se incluyeron trofeos para PlayStation Network, algo no habitual en juegos en versiones demo.

### Tekken: Blood Vengeance
Es una película de animación digital, dirigida por Youchi Mori y estrenada en Japón el 3 de septiembre de 2011. Su historia transcurre durante los acontecimientos de Tekken 6. Incluye el doblaje original japonés y un nuevo doblaje en inglés. Dispone de subtítulos en japonés, inglés, francés, italiano, alemán, castellano, ruso, chino y coreano. También incluye 38 minutos de material adicional ("Cómo se hizo", "Entrevistas" y diversos tráileres). La película puede ser reproducida tanto en PlayStation 3 como en cualquier reproductor Blu-ray convencional.

## Recepción
Tekken Hybrid obtuvo críticas generalmente positivas. La revista IGN puntuó el juego con un 8/10, pero señalaron como punto negativo el no haber incluido algún modo de juego en línea para Tekken Tag Tournament. Otras webs de habla española como 3D Juegos puntuó el juego con un 6'8/10, con la conclusión "sólo es especialmente recomendable para aquellos fans que no puedan vivir sin tener en su casa todo aquello que lleva el nombre Tekken".